# Brian Aggeler

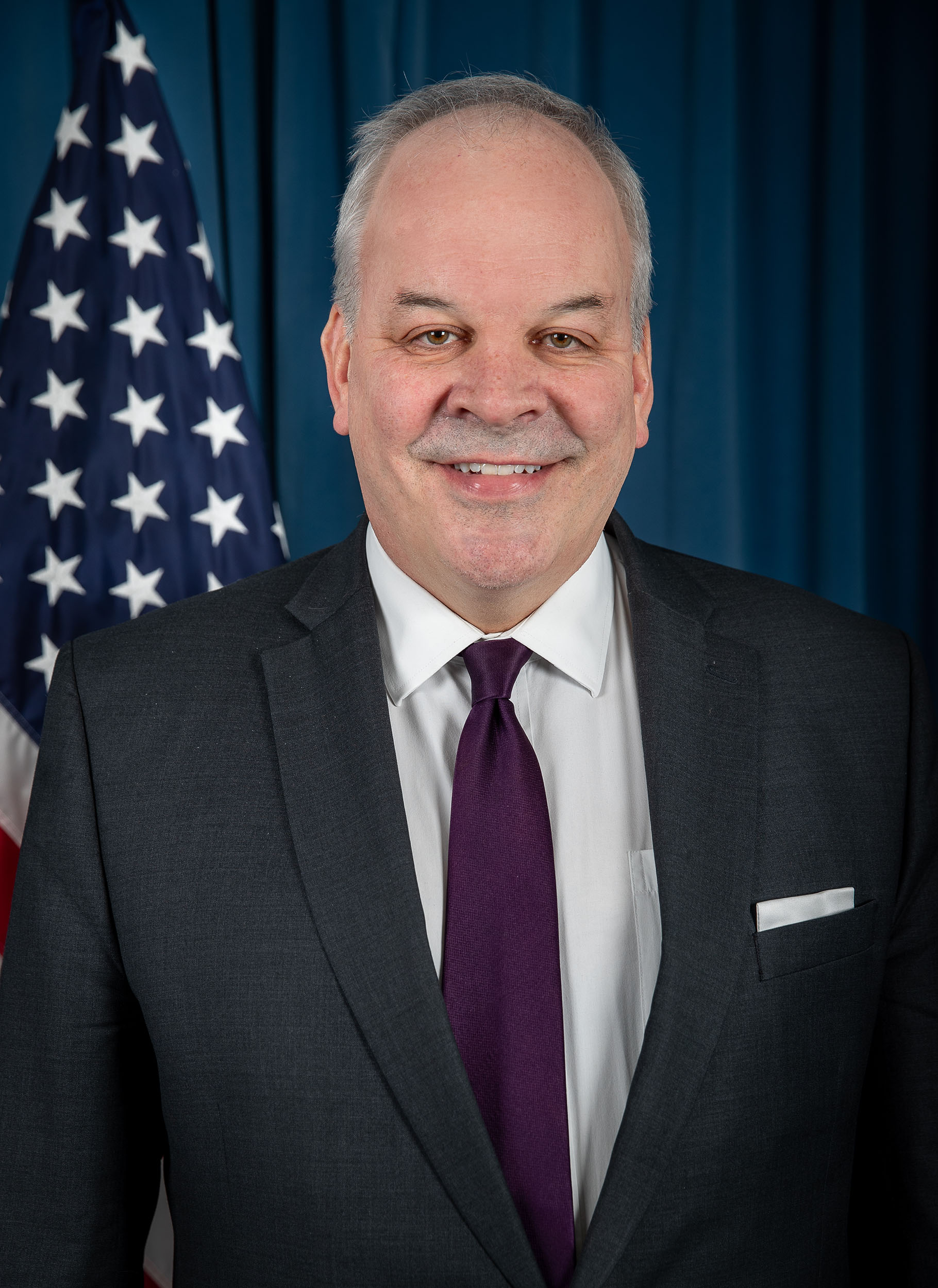
Brian Aggeler

Brian C. Aggeler ist ein US-amerikanischer Diplomat und seit 2021 Gesandter-Botschaftsrat an der Botschaft der Vereinigten Staaten in Paris, Frankreich. Er fungiert als Geschäftsträger ad interim der Botschaft.
Seit Februar 2022 ist Denise Bauer, die bereits Botschafterin in Belgien war, Botschafterin in Paris.

## Leben
Aggeler besuchte die University of Utah und erlangte den Abschluss eines Bachelor in Anglistik und eines Master in politischen Wissenschaften.
Bevor er in den auswärtigen Dienst eintrat, war er als Freiwilliger des Peace Corps in der Zentralafrikanischen Republik.
Er ist mit Angela Aggeler, die ebenfalls Diplomatin ist, verheiratet. Das Ehepaar hat eine Tochter, die als Schriftstellerin in Austin, Texas, lebt.

## Laufbahn
In seinen frühen Jahren im Auswärtigen Dienst wurde er an den Botschaften Neu-Delhi, Budapest, Ouagadougou, am Generalkonsulat Chennai und im Außenministerium in Washington D.C. eingesetzt. Sein erster Einsatz als Chargé d’affaires führte ihn an die amerikanische Vertretung bei der UNESCO in Paris. Von dort aus ging er als Botschaftsrat (Politik) an die Botschaft in Hanoi, Vietnam.
Es folgte ein Einsatz als Ständiger Vertreter des Botschafters in Skopje, seinerzeit Republik Mazedonien. Versetzt an die Botschaft Islamabad, Pakistan, wurde er dort Koordinator für die Entwicklungszusammenarbeit mit einem jährlichen Budget in Höhe von 700 Millionen Dollar. Anschließend war er zurück im State Department Leiter des Koordinierungsreferats für Entwicklungszusammenarbeit im Nahen Osten, wobei besonderes Gewicht auf der Anpassung der Maßnahmen an politische Prioritäten lag.
Aggeler traf im Jahr 2017 im Rang eines Gesandten-Botschaftsrats an der amerikanischen Botschaft in Paris ein und leitete bis 2019 zunächst die politische Abteilung. Er wurde zum Ständigen Vertreter des Botschafters (Deputy Chief of Mission; DCM) befördert und fungiert seit 2021 als Chargé d’affaires ad interim.
Am 2. Juni 2021 wurde Aggeler von dem Präsidenten der Nationalversammlung, Richard Ferrand, zu einem Antrittsbesuch empfangen.